# Ľubomír Bernáth
Ľubomír Bernáth (Nitra, 3 september 1985) is een Slowaakse voetballer (aanvaller) die sinds 2007 voor de Slowaakse eersteklasser FC Spartak Trnava uitkomt. Daarvoor speelde hij voor ŠK Eldus Močenok.